# Schizochilus crenulatus
Schizochilus crenulatus là một loài thực vật có hoa trong họ Lan. Loài này được H.P.Linder miêu tả khoa học đầu tiên năm 1980.